# Eiao
Eiao és una illa de les Marqueses, a la Polinèsia Francesa. Està situada en el grup nord de l'arxipèlag.

## Geografia
L'illa és una plataforma elevada, amb penya-segats de 500 m al sud-oest i una gran roca en forma d'obelisc a la punta sud-est. El centre d'aquesta illa és un altiplà, que s'eleva al costat est a 576 metres sobre el nivell del mar, gran part del qual ha estat devastat pels ramats d'ovelles salvatges portades aquí per la humanitat. Hi ha un bon ancoratge, que es troba al costat occidental de l'illa a Vaituha. A la costa nord-oest hi ha algunes badies amb una zona d'ancoratge i desembarcament a Vaituha on, a més, hi ha un riu d'aigua fresca.

## Història
Avui l'illa és deshabitada, però antigament era habitada per la tribu anomenada Tuametaki, i era un lloc sagrat pels habitants de Te I‘i, al nord de Nuku Hiva. En altres illes de les Marqueses s'han trobat restes arqueològiques d'eines fetes amb roques basàltiques d'Eiao. L'illa va ser descoberta, el 1791, pel nord-americà Joseph Ingraham que l'anomenà Knox en honor de l'aleshores secretari de guerra dels Estats Units Henry Knox. Altres noms utilitzats foren: Masse, Fremantle i Robert. En marquesà s'escriu ’eiao i a vegades es va transcriure Eiau o Hiaou. A l'època preeuropea, els cossos dels caps de parts de Te I'i van ser portats a Eiao per ser enterrats.
Eiao va ser en un moment la llar d'una tribu marquesana anomenada Tuametaki. Les investigacions arqueològiques han descobert tallers per a la fabricació d'eines de pedra, especialment d'adzes, fetes amb basalt local. Aquestes eines s'han trobat en jaciments arqueològics d'altres illes, proporcionant proves de viatges prehistòrics entre illes dins d'aquest grup d'illes. La població de l'illa durant aquesta fase es va estimar entre 600 i 900 persones.
La primera trobada no polinèsia amb l'illa va ser l'any 1791 pel capità de mar nord-americà Joseph Ingraham, que la va batejar illa Knox en honor al secretari de guerra dels Estats Units en aquell moment, Henry Knox. Altres noms donats a aquesta illa pels exploradors occidentals inclouen Masse, Fremantle i Robert. L'illa estava deshabitada en el moment del seu "descobriment" pels europeus.
A finals del segle xix es va utilitzar com a illa penal. En la dècada dels 1970 va ser ocupada militarment pels francesos com un possible lloc per fer-hi proves nuclears. El 1992 es va declarar com reserva natural per protegir les espècies en perill, algunes d'elles endèmiques
Per als assaigs nuclears francesos a Mururoa i Fangataufa, els militars van establir estacions d'observació a diverses illes perifèriques, incloses també a Eiao. Les restes de la base militar "Sophie", que només va ser tripulada temporalment entre 1996 i 1998, encara avui es troben a l'altiplà de Tuhuanui.
El maig de 2022 van començar les consultes públiques per incloure l'illa com a Patrimoni de la Humanitat de la UNESCO.